# Pijnstillers (film)
Pijnstillers is een Nederlandse jeugdfilm uit 2014 van Tessa Schram gebaseerd op het gelijknamige boek van Carry Slee. De film ging in première op 20 september op het filmfestival Film by the Sea in Vlissingen.

## Het verhaal
Casper (Gijs Blom) speelt piano vanaf zijn zesde en wil componist worden. Hij heeft een passie voor muziek en speelt zoveel mogelijk piano. Hij is opgegroeid in Amsterdam bij zijn moeder Marit (Birgit Schuurman) met wie hij een goede band heeft. Zijn vader heeft hij nog nooit gezien. Hij denkt erover om hem een keer op te zoeken. Zijn beste vrienden zijn Pim en Sofie.
Pim en Casper kennen elkaar al jaren. Ze zitten bij elkaar in de klas en ze hebben hetzelfde bijbaantje, in de keuken van een restaurant.
Sofie is stapelverliefd op Said, een jongen van Marokkaanse afkomst, een aantal klassen hoger. Said is ook verliefd op haar en er bloeit wat moois op tussen hen. Maar Henk, de vader van Sofie, is erop tegen dat zijn dochter met een Marokkaan gaat. Sofie is bang om tegen haar vader in te gaan en liegt daarom dat ze een relatie met Casper heeft in plaats van Said.
Casper hoopt al heel lang dat hij in een orkest mag spelen maar er is telkens geen plaats. Als hij weer naar muziekles gaat, vertelt Pien, zijn muzieklerares, dat er plek is voor een keyboardspeler en een zangeres. Casper maakt een swingend nummer en Pien vindt het erg mooi. Anouk zingt ook mee. Zij is een knap meisje en Casper wordt al gauw verliefd op haar.
Met zijn moeder gaat het de laatste tijd niet goed. Ze heeft constant ernstige buikpijn. Wanneer zijn moeder ernstig ziek blijkt te zijn begint een strijd om haar gezondheid en een zoektocht om zijn vader te vinden.

## Rolverdeling
| Acteur              | Personage        | Rol                       |
| ------------------- | ---------------- | ------------------------- |
| Gijs Blom           | Casper           | Hoofdpersoon              |
| Birgit Schuurman    | Marit van Riel   | Moeder van Casper         |
| Susan Radder        | Anouk            | Goede vriendin van Casper |
| Massimo Pesik       | Pim              | Vriend van Casper         |
| Lara Leijs          | Sofie            | Goede vriendin van Casper |
| Anouar Ennali       | Said             | Vriendje van Sofie        |
| Raymond Thiry       | Robert van Laren | Vader van Casper          |
| Tijn Docter         | Felix            | Orkestleider              |
| Kees Boot           | Henk             | Vader Sofie               |
| Miryanna van Reeden | Tante Inge       | Tante van Casper          |